# Sur un air de tango
Pour plus de détails, voir Fiche technique et Distribution.
Sur un air de tango (titre original : Die Liebe ein Traum, "L'Amour d'un rêve") est un téléfilm germano-autrichien réalisé par Xaver Schwarzenberger, diffusé en 2008.

## Synopsis
Anna Kofler, étudiante en japonologie, et Max Lessing, étudiant en architecture, sont faits pour être ensemble. Cependant, bien que les deux entretiennent une passion pour l'autre, ils n'arrivent jamais à s'entendre. Anna hésite à faire un stage de longue durée au Japon. Tous les deux finalement se perdent de vue.
Cinq ans plus tard, Anna et Max se rencontrent à nouveau. Maintenant Anna vit à New York et lui demande de venir avec elle. Seulement Max ne peut pas. Au fil des années, ils se voient épisodiquement, chacun a envie de se remettre ensemble, mais chaque fois c'est un échec.
Un jour, Max reçoit de la part d'Anna un faire-part l'invitant à son mariage.

## Fiche technique
- Titre : Sur un air de tango
- Titre original : Die Liebe ein Traum
- Réalisation : Xaver Schwarzenberger assisté de Jochen Gosch
- Scénario : Stefan Rogall (de)
- Musique : Siggi Mueller
- Direction artistique : Petra Heim
- Costumes : Heidi Melinc
- Photographie : Xaver Schwarzenberger
- Son : Roman Schwartz
- Montage : Helga Borsche
- Production : Susanne Porsche (de)
- Sociétés de production : Sanset Film & Fernsehproduktionen (Austria & GmbH)
- Société de distribution : ÖRF
- Pays d'origine :  Autriche,  Allemagne
- Langue : allemand
- Format : Couleurs - Dolby SR
- Genre : Film romantique
- Durée : 88 minutes
- Dates de diffusion :
  -  Autriche : 10 septembre 2008 sur ORF eins.
  -  Allemagne : 11 septembre 2008 sur ARD.
  -  France : 12 novembre 2009 sur M6[1],[2].

## Distribution
- Florian David Fitz: Max Lessing
- Stefanie Dvorak: Anna Kofler
- Johann von Bülow: Tillmann Hirz
- Aglaia Szyszkowitz: Clarissa Freyberg
- Maresa Hörbiger: Shirley
- Philippe Brenninkmeyer (de): Charles Hamilton
- Ursula Strauss: Judith Spielmacher
- Werner Prinz: Franz Burgstaller
- Mathias Franz Stein: Wolfgang
- Fritz von Friedl (de): Le père Freyberg

## Source de traduction
- (de) Cet article est partiellement ou en totalité issu de l’article de Wikipédia en allemand intitulé « Die Liebe ein Traum » (voir la liste des auteurs).